# Lethmaster
Lethmaster is een geslacht van kamsterren uit de familie Porcellanasteridae.

## Soort
- Lethmaster rhipidophorus Belyaev, 1969